# 보존 서열

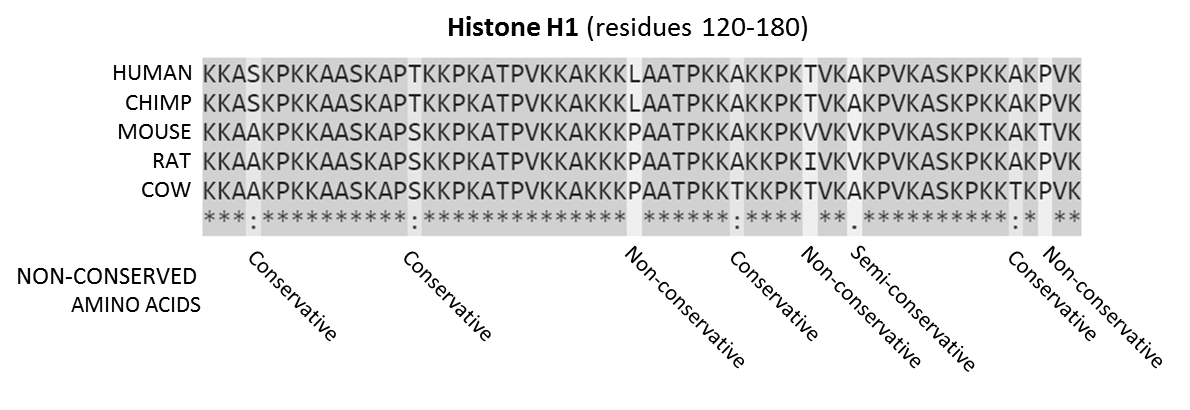
5종의 포유류에서 히스톤 H1 단백질의 다중 서열 정렬
단백질의 잔기 120~180에 대한 아미노산 서열이다. 모든 서열에서 보존된 잔기는 회색으로 강조 표시되어 있다. 단백질 서열 정렬의 각 자리(즉, 위치) 아래에는 보존된 자리(*), 보존적 대체가 있는 자리(:) 반보존적 대체가 있는 자리(.) 비보존적 대체가 있는 자리를 나타내는 키가 있다.

보존 서열(保存序列, 영어: conserved sequence)은 진화생물학에서 핵산(DNA 및 RNA) 또는 종 전체의 단백질(오르토로그 서열) 또는 게놈 내(파라로그 서열) 또는 공여자와 수용체 분류군 사이(제노로그 서열)에서 동일하거나 유사한 서열이다. 보존은 자연 선택에 의해 서열이 유지되었음을 나타낸다.
고도로 보존된 서열은 계통수에서 상대적으로 변경되지 않고 유지되며, 지질학적 시간까지 거슬러 올라간다. 고도로 보존된 서열의 예로는 생물의 모든 역에 존재하는 리보솜의 rRNA 성분, 진핵생물 사이에 널리 퍼져 있는 호메오박스 서열 및 세균의 tmRNA가 있다. 염기서열 보존 연구는 유전체학, 단백질체학, 진화생물학, 계통발생학, 생물정보학 및 수학의 분야와 중첩된다.

## 같이 보기
- 진화발생생물학
- NAPP (데이터베이스)
- 분리 자리
- 서열 정렬
- 서열 정렬 소프트웨어 목록
- UC베이스
- 초보존 요소